# Jan Gordziałkowski

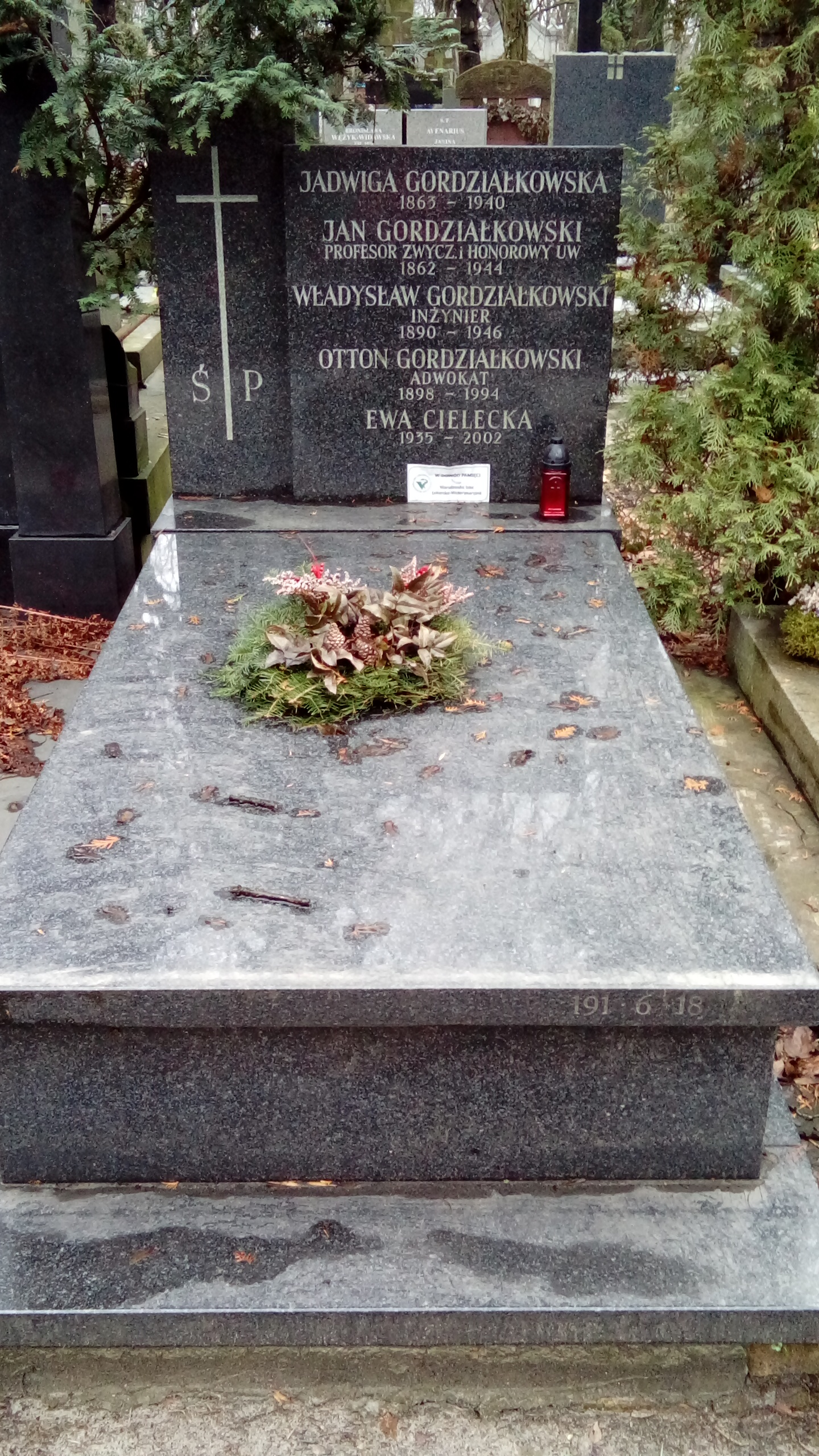
Rodzinny grób Jana Gordziałkowskiego i jego syna Ottona na cmentarzu Powązkowskim

Jan Gordziałkowski (ur. 23 stycznia?/4 lutego 1862 w Maurycynie na Mohylewszczyźnie, zm. 24 września 1944 w Warszawie) – polski lekarz weterynarii, mikrobiolog oraz encyklopedysta.

## Życiorys
Syn Józefa i Marii. Był profesorem w Instytucie Weterynarii w Charkowie i Piotrogrodzie, brał udział w ekspedycji ratującej populację reniferów. Założył i był od 1920 kierownikiem Studium Weterynarii na Wydziale Lekarskim Uniwersytetu Warszawskiego, a następnie dziekanem Wydziału Weterynaryjnego UW. Prowadził badania nad występowaniem epizootii i księgosuszu, który pojawił się w Polsce podczas I Wojny światowej. Był autorem opracowania Choroby zakaźne zwierząt domowych i licznych prac dotyczących zwierzęcych chorób zakaźnych. Był również encyklopedystą, edytorem Praktycznej encyklopedii gospodarstwa wiejskiego. Napisał w ramach tego cyklu encyklopedycznego tom nr 61, Istota chorób zakaźnych zwierząt domowych i ich zwalczanie : ze szczególnym uwzględnieniem szczepień ochronnych .
Zmarł podczas powstania warszawskiego w powstańczym szpitalu. Jego żoną była Jadwiga z domu Kozubowska (1863–1940), a synem Otton Gordziałkowski (1898–1994, sportowiec).
Został pochowany na cmentarzu Powązkowskim w Warszawie, kwatera 191, rząd 6, miejsce 18.